# Le Canyon perdu

Le Canyon perdu (Lost Canyon) est un western américain réalisé par Lesley Selander, sorti en 1942.

## Fiche technique
- Titre : Le Canyon perdu
- Titre original : Lost Canyon
- Réalisation : Lesley Selander
- Scénario :
- Musique :
- Photographie :
- Montage :
- Société de production : Harry Sherman Productions United Artists
- Pays de production :  États-Unis
- Durée : 61 minutes
- Date de sortie :
  - États-Unis : 18 décembre 1942

## Distribution
- William Boyd : Hopalong Cassidy
- Andy Clyde : California Carlson
- Jay Kirby : Johnny Travers
- Lola Lane : Laura Clark
- Douglas Fowley : Jeff Burton
- Herbert Rawlinson : Tom Clark
- Guy Usher : Zack Rogers, banquier
- Karl Hackett : le contremaître Haskell
- Hugh Prosser : Shérif Jim Stanton
- Bob Kortman : Joe, l'acolyte de Burton
- The Sportsmen Quartet : les vachers chantants
- Thurl Ravenscroft : l'homme de main du ranch chantant
- Merrill McCormick : un homme de main